# پیره بولچینی
پیره بولچینی (انگلیسی: Pierre Bolchini؛ زادهٔ ۲۷ فوریهٔ ۱۹۹۹) بازیکن فوتبال اهل ایتالیا است که در حال حاضر برای کومو در پست دروازه‌بان بازی می‌کند.

## دوران باشگاهی
پیره بولچینی محصول آکادمی‌های جوانان اسپورتینگ بلینتزاگو، اینتر میلان و نووارا است. او برای فصل ۲۰۱۹–۲۰۱۸ به صورت قرضی به تیم سری دی جی‌اس آرکوناتزه پیوست و نخستین بازی‌های حرفه‌ای خود را در این باشگاه انجام داد. در ۲۸ اوت ۲۰۱۹، او به باشگاه سری سی کومو منتقل شد و قراردادی دوساله امضا کرد. در مهٔ ۲۰۲۰، او در جریان دنیاگیری کووید–۱۹ به کووید–۱۹ مبتلا شد و مجبور شد به‌تنهایی در قرنطینه تمرین کند. او نخستین بازی رسمی خود را برای کومو در پیروزی ۵–۰ مقابل نووارا در چارچوب رقابت‌های سری سی در ۲ مه ۲۰۲۱ انجام داد و در این مسابقه ضربهٔ پنالتی را مهار کرد. این بازی نخستین دیدار تیم پس از قطعی شدن قهرمانی فصل ۲۱–۲۰۲۰ سری سی بود. او به‌عنوان دروازه‌بان دوم در صعود باشگاه به سری آ برای فصل ۲۵–۲۰۲۴ حضور داشت. قراردادش با این باشگاه در سال ۲۰۲۵ به پایان می‌رسد.